# Babah Meulaboh
Babah Meulaboh is een bestuurslaag in het regentschap Aceh Barat van de provincie Atjeh, Indonesië. Babah Meulaboh telt 128 inwoners (volkstelling 2010).